# Афанасий (Любимов)
Архиепи́скоп Афана́сий (в миру Алексе́й Арте́мьевич Люби́мов-Творого́в; 1641, Тюмень, Тобольский разряд — 6 [17] сентября 1702, Холмогоры, Двинская земля) — епископ Русской Церкви, первый епископ Холмогорский и Важский, духовный писатель и полемист.

## Биография

### Семья
Алексей Артемьев сын Любимов родился в 1641 году в семье тюменского казака в городе Тюмени Тюменского уезда Тобольского разряда, ныне административный центр Тюменской области. Его мать Пелагея после смерти мужа постриглась в монахини в Тюменском Алексеевском женском монастыре с именем Параскевы, затем являлась игуменьей женского Успенского монастыря в местечке Лявля. Сына отдала на послушание в Успенский Далматов монастырь (ныне в городе Далматово Курганской области), где он в 1666 году был пострижен с именем Афанасий. Его духовным отцом стал игумен Исаак (Мокринский).

### Начало деятельности
18 октября 1667 года Афанасий был рукоположён во чтеца, иеродиакона и определён ризничим к тобольскому Софийскому собору.
Отправившись в Москву в 1668 году, митрополит Корнилий взял с собой и подававшего надежды иеродиакона. Афанасий получил образование в Патриаршей школе московского Чудова монастыря, был близок к её главному наставнику Епифанию Славеницкому.
После возвращения из Москвы стал игуменом Успенского Далматова монастыря, так как Исаак (Мокринский) был отстранён от игуменства из-за связи Далматова монастыря со старообрядцами.
В 1674 году в Далматов монастырь был назначен строитель Никон. По его распоряжению вкладные, выданные в 1671 году, были объявлены подложными, и их владельцы были изгнаны из монастыря. В том же году к строителю Никону от митрополита Корнилия пришла грамота с указанием не обижать вкладчиков. В 1675 году игумен Афанасий получил память от митрополита Корнилия из Тобольска: выслать старца Никона на очную ставку с Тимошкой Анисимовым (Невежиным), представлявшим интересы обманутых вкладчиков. В 1676 году суд стал на сторону челобитчиков и постановил в наказной памяти: «Никону впредь строителем быть не велят, потому, будучи он в строителях, в монастырской казне учинил хитрость большую и всякие дела делал без братского ведома и вкладчикам и крестьянам и бобылям налога и обиды чинил».
13 февраля 1676 года наказной памятью владыка поручил игумену рассмотреть поведение священника церкви Богоявления Господня Катайского острога Ивана Никитина (Соловьёва), который, как сказано в челобитной пономаря той же церкви Емельяна Федосеева, «ведет себя в святой церкви бестрепетно и в приходе безчинно», а также расследовать поступки бывшего строителя Рафайловского монастыря Сильвестра и некоторых старцев, которые жаловались, что строитель «ни в чём не радеет и их, старцев, и вкладчиков, бьет безвинно».
30 сентября 1677 года по грамоте митрополита Корнилия игумену Афанасию было велено, чтобы в Далматовском монастыре, храмах села Покровского, острога Катайскаго, Ощепковой, слободы Камышловской и в Куяровской «совершили Божественную службу против новоизданного служебника, и вечерни, и завтрани, и всякую службу говорили во един голос, а не в два и не в три». В этой же грамоте указывалось, чтобы игумен Афанасий «в сии приходы, разослав от себя памяти против грамоты, располагал православных христиан ходить в святую церковь, исповедоваться и святых таин без сумнения приобщаться, внимательно наблюдал, чтобы раскола явного или тайного между ними не было».
31 июля 1679 года митрополит Павел назначил игуменом Исаака, оставив временно Афанасия Любимова в сане «черного попа».
22 августа 1679 года основатель монастыря старец Далмат направил его по монастырским делам в Москву, где он был зачислен патриархом Иоакимом в число крестовых иеромонахов при патриаршем доме для редактирования переводов Священного Писания, активно боролся против старообрядчества.

### Епископ
18 (28) марта 1682 хиротонисан во епископа Холмогорского и Важеского с возведением в сан архиепископа. Ещё до отъезда в свою епархию стал главным оппонентом видного старообрядческого деятеля Никиты Добрынина во время «прений о вере» 5 июля 1682 года в Грановитой палате в присутствии патриарха Иоакима и царевны Софьи Алексеевны.

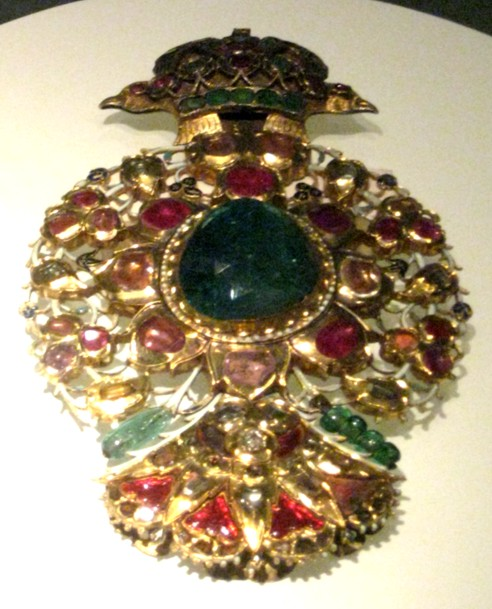
Панагия, переделанная из украшения турецкой чалмы, была пожалована царевной Софьей архиепископу Холмогорскому и Важскому Афанасию

Предание гласит, что Никита Добрынин «Пустосвят», набросившись на Афанасия, вырвал у него половину бороды, вследствие чего Афанасий потом брил и другую половину и служил безбородым. Церковный историк начала XX века Стефан Рункевич считал, что отсутствие бороды и усов было особенностью организма Афанасия Любимова. Афанасий является автором-составителем книги «Увет духовный», напечатанной тиражом 1200 экземпляров 20 сентября 1682 года от имени патриарха Иоакима. Книгу разослали по епархиям и приходам и рекомендовали священникам использовать в проповедях. «Увет духовный» стал главным практическим наставлением против раскола во времена Петра I.
18 октября 1682 года прибыл в Холмогоры, находился на Холмогорской кафедре до конца жизни, проявил себя энергичным архипастырем. Основал в городе каменный архиерейский дом и Казённый приказ. По его инициативе были построены Холмогорский Спасо-Преображенский собор (годы строительства — 1685—1691) и Успенский женский монастырь, возводились новые каменные храмы, восстанавливались старые. В епархии увеличилось количество приходов. Кроме того, под руководством владыки в Холмогорах были построены сад и ветряная мельница, а в Архангельске и Шенкурске — деревянные архиерейские дворы. Писатель Борис Шергин считал, что

страсть Афанасия строить, переустраивать, обновлять, а главное, украшать дала толчок, стимул бытовым народным художникам и ремесленникам. В течение двадцати одного года буквально день и ночь «без поману» и на Колмогорах, и в Архангельске, и по Двине, и по Пинеге работают «каменные мастера, плотники добрые, искусные умельцы по железу», «мастера кузнечного дела», «добрые мастера столярного художества», «изрядные живописцы малеры». (Эти «малеры» расписывают карбаса и струги, сани и кареты, потолки и двери, крыльца, галереи и переходы.) В великом фаворе у Афанасия были художники-резчики по дереву и, конечно, резчики по кости.

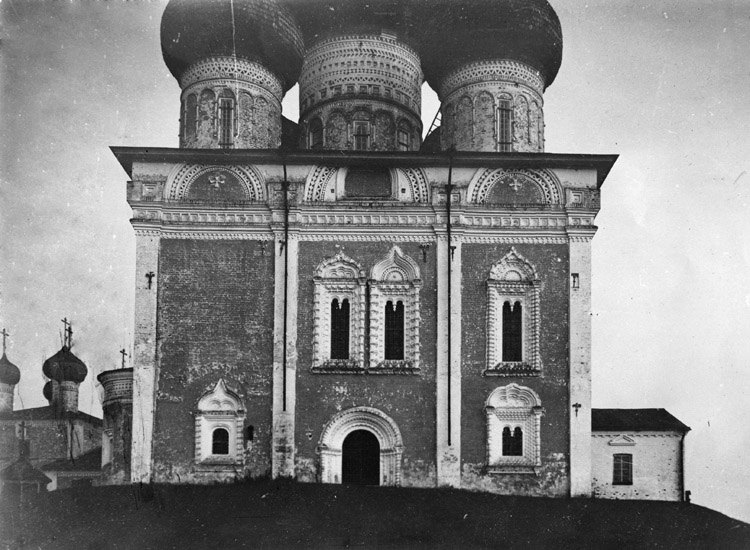
Троицкая Ухтостровская церковь. С деятельностью Афанасия связывают формирование самобытного поморского каменного зодчества

Значительное внимание он уделял борьбе со старообрядчеством, используя в ней различные методы — как просветительские (содействие подготовке образованных священников, организация приходских школ), так и репрессивные. Многие старообрядцы были заключены в тюрьму при архиерейском доме в Холмогорах, где их силой заставляли отречься от своих взглядов. Так, епископ Холмогорский Афанасий в своей грамоте настоятелю Соловецкого монастыря прямо предписывал прибегать к пыткам, чтобы вырвать от узников нужное признание — «чистосердечное покаяние».
Несмотря на жёсткие действия архиепископа, уничтожить старообрядчество на Севере ему не удалось. Владыка стремился повысить нравственный уровень своих прихожан, боролся с пьянством и табакокурением.

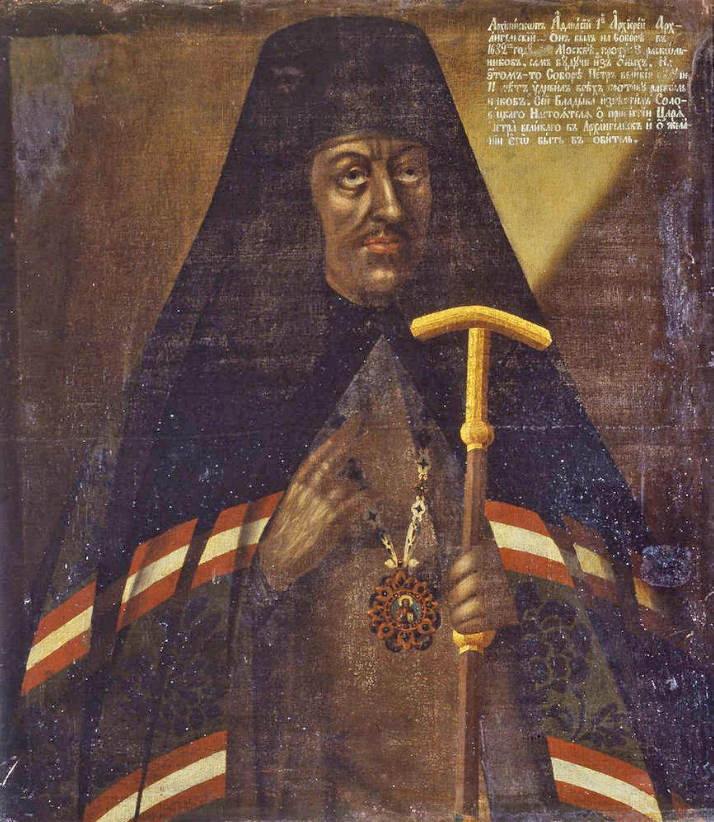
Парсуна кон. XVII в.

Архиепископ Афанасий принадлежал к числу церковных деятелей, которым симпатизировал царь Пётр I, который трижды посещал его епархию. В 1701 году царь вызвал его на строительство Ново-Двинской крепости, владыка активно содействовал этому делу. Кроме того, архиепископ своими советами помогал воеводе князю Прозоровскому оборонять Архангельск от шведов, после победы над которыми царь пожаловал ему трофеи — три пушки и шведский флаг.
В 1702 году царь Пётр I и царевич Алексей Петрович приезжали в Холмогоры, откуда отправились в Архангельск. Следом, по приглашению царя поехал архиепископ Афанасий и в праздник Троицы служил литургию в присутствии Петра I. 29 июня (10 июля) 1702 года царь присутствовал при освящении Петропавловской церкви в Архангельске и пожаловал преосвященному Афанасию саккос.
Российский государственный деятель Андрей Матвеев называл его «мужем слова и разума зело довольным». По данным современников, архиепископ Афанасий

пастырь бе изящный, божественного писания довольный сказатель, громогласный, речевист по премногу, остро рассудителен, чина церковного опасно хранитель, в вере на расколы разрушитель, трудолюбив, многа здания созда.

Ночью на 6 (17) сентября 1702 года архиепископ Афанасий скончался в городе Холмогоры Двинской земли, ныне село — административный центр Холмогорского района Архангельской области. По облачении в одежды святительского сана тело архиепископа было на ковре перенесено в крестовую церковь в Холмогорах. Был сделан лиственный гроб, обитый внутри чёрной каразеей. По грамоте блюстителя патриаршего престола рязанского митрополита Стефана архимандрит Свято-Троицкого Антониево-Сийского монастыря Никодим с городскими священниками 12 (23) ноября 1702 года перенёс гроб в Спасо-Преображенский собор и совершил литургию, во время которой на малом входе гроб был внесён в алтарь. После литургии был совершён обряд отпевания по чину погребения монашеского и архиепископ Афанасий был похоронен в соборе. На гробнице была сделана надпись: «Аѳанасій, архіепископъ холмогорскій и важскій, родился 7149 г., преставился 7211 г., сентября 6 дня. Священствовалъ 21 г. съ половиною».

## Научная деятельность
Архиепископ Афанасий был образованным человеком, в описи его библиотеки содержатся 270 названий книг и 490 отдельных томов, в том числе книги на латинском, греческом и немецком языках, медицинские, исторические, географические, военные сочинения. В его доме имелись «книга атлас», «книга карта морская», «всякие картины и чертежи», «два глобуса на станках», «компас», «двенадцать чертежей да две карты морские». Голландский путешественник Корнелиус де Бруйн называл его человеком «здравого ума и любителем изящной литературы». Между 1692 и 1696 годами владыка основал первую на Русском Севере обсерваторию (телескоп вначале находился в одной из келий, а затем на колокольне Спасо-Преображенского собора), образовал при Спасо-Преображенском соборе епархиальный архив, поручил составить новую редакцию «Двинского летописца».

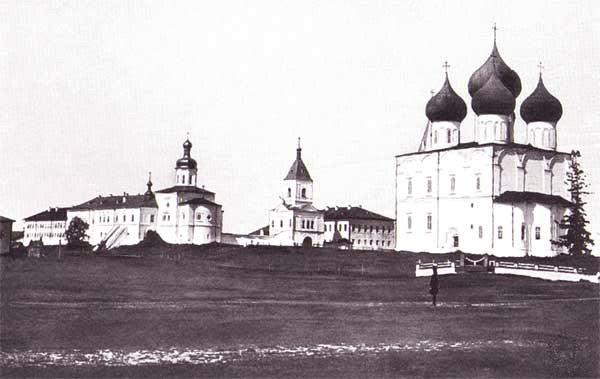
Такой вид центр Холмогор приобрёл при архиепископе Афанасии

## Литературная деятельность

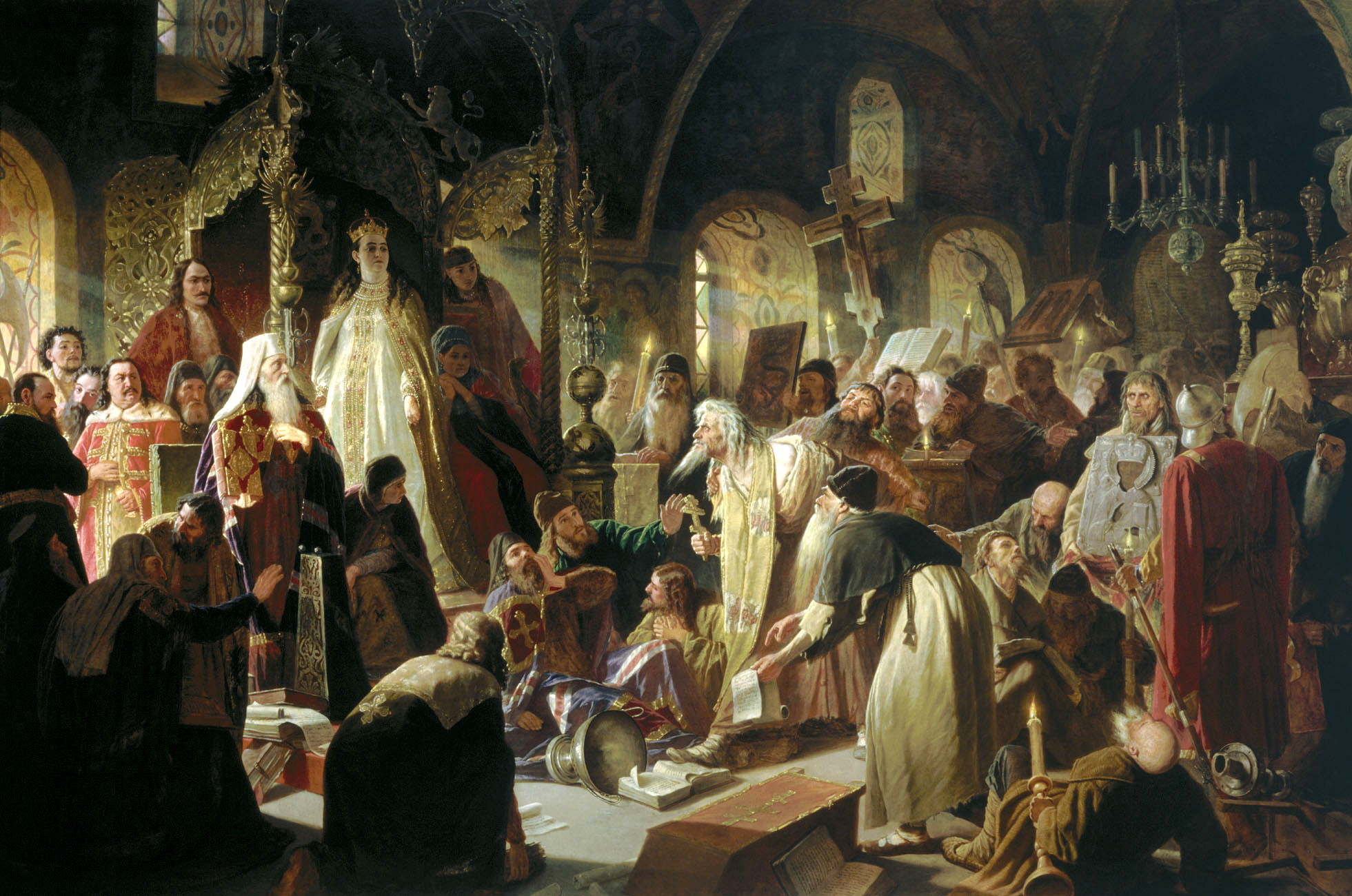
В. Перов. «Никита Пустосвят. Спор о вере». На полу — Афанасий, архиепископ Холмогорский, на щеке которого Никита Пустосвят «запечатлел крест».

Первое его произведение — толковая псалтырь в четверть листа написана в 1666 году под воздействием бесед со старцем Далматом. В Далматовском монастыре он приступил к «Шестодневу» (толкование книги Бытия).
Автор полемических антистарообрядческих сочинений «Увет духовный» (1682), «Книга о пресуществлении» (1688) и «Щит веры» (1690), медицинского трактата (лечебника) «Реестр дохтурских наук» (включавшего в себя рецепты различных лекарств), богословских трудов «Шестодневец» (содержащий, в частности, астрономические данные и критику астрологии) и «Толкование на Псалтирь», а также грамот.
В 1701 написал труд «Описание трёх путей России в Швецию» (полное название — «Описание трех путей из державы царского величества, и с поморских стран, в Щвецкую землю и до столицы из»), который должен был помочь Петру I во время Северной войны. В этом труде были обобщены знания поморских мореходов, купцов и иностранных путешественников. Существует версия, что он был востребован при подготовке перехода русских войск с двумя фрегатами от Белого моря через Онежское и Ладожское озера летом 1702.

## Образ в кинематографе
В телевизионном сериале «Россия молодая» (1981) роль архиепископа Афанасия исполнил артист Иван Лапиков, создавший образ умного и государственно мыслящего церковного деятеля.